# 몬머스셔

몬머스셔

몬머스셔(영어: Monmouthshire, 웨일스어: Sir Fynwy 시르버누이)는 웨일스 남동부에 위치한 주급 자치시로 행정 중심지는 어스크이며 면적은 850km2, 인구는 91,300명(2011년 기준), 인구 밀도는 104명/km2이다.